# استان روییگی
استان روییگی (به لاتین: Ruyigi Province) یک منطقهٔ مسکونی در بوروندی است که در بوروندی واقع شده‌است. استان روییگی ۲٬۳۳۸٫۸۸ کیلومتر مربع مساحت و ۴۰۰٬۵۳۰ نفر جمعیت دارد.